# Frankensteins brud
Frankensteins brud (engelska: Bride of Frankenstein) är en amerikansk skräckfilm från 1935, i regi av James Whale. Det är den första uppföljaren till Universal Pictures film Frankenstein från 1931.
I huvudrollerna ses Boris Karloff som monstret, Elsa Lanchester i den dubbla rollen som Mary Shelley och Monstrets brud, Colin Clive som Henry Frankenstein samt Ernest Thesiger som doktor Septimus Pretorius.

## Handling
Dr Henry Frankenstein (Colin Clive) har bestämt sig för att sluta upp med sina experiment och istället ägna sitt liv åt sin blivande hustru Elizabeth (Valerie Hobson). Dr Septimus Pretorius (Ernest Thesiger) försöker övertala Frankenstein att hjälpa honom skapa mer liv.
När Frankenstein vägrar tar Pretorius kontroll över hans monster och tvingar honom att skapa en brud (Elsa Lanchester) till monstret.

## Rollista i urval
- Boris Karloff – Frankensteins monster
- Colin Clive – Dr Henry Frankenstein
- Valerie Hobson – Elizabeth Frankenstein
- Ernest Thesiger – Dr Septimus Pretorius
- Elsa Lanchester – Mary Wollstonecraft Shelley/Monstrets brud
- Gavin Gordon – Lord Byron
- Douglas Walton – Percy Shelley

## Produktion och teman
Filmens namn har en dubbel betydelse; dels Dr. Frankensteins och dels monstrets hustru. Filmen skiljer sig på flera sätt från romanen i jämförelse med den första filmen. Till exempel dödar monstret i boken Frankensteins fru, men i filmen gör han det inte. I början av filmen får man se Mary Shelley berätta historien om Frankenstein och se klipp från den första filmen, trots att historien i slutet av den första filmen var väldigt löst baserad på romanen. Till skillnad från den tidigare filmen finns det betydligt mycket mer humor, och monstret framställs mer som ett offer för omvärldens rädsla.